# Убыхия

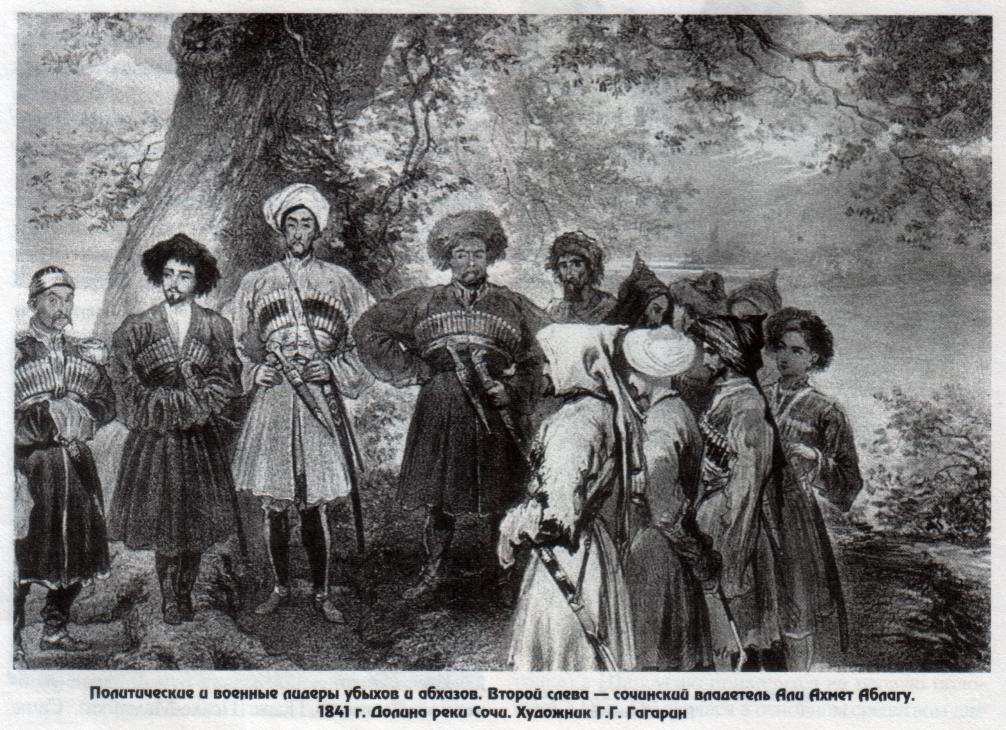
Лидеры убыхов и абхазов в долине реки Сочи, 1841 год. С картины русского художника Гагарина Г.Г.

Убы́хия — позднесредневековое и нововременное военно-политическое образование народа убыхов на территории современного города Сочи, Краснодарский край, Россия. Ныне — историческая область на российском Кавказе.

## История
Российскими историками считается, что началом заселения убыхами территории между реками  Шахе и Хоста является XIV век, когда по их мнению немногочисленные убыхи стали вытеснять с черноморского побережья Кавказа более многочисленных и родственных им западных абхазов. 
В своих современных границах российским историкам Убыхия известна с XVII века. (с рядом прибрежных территорий, спорных с садзами, потомками западных абхазов). Она занимала полностью Центральный и Хостинский районы, а также частично Лазаревский район нынешнего Сочи.
Из устных преданий абхазов известно, что примерно в середине XVI века, убыхский князь Каншауо из рода «Дзепш» (по русским источникам «Диман») выкупил у абазинского князя из рода Лоу территорию нынешнего Вардане. Впоследствии территория Вардане была фактически столицей Убыхии, где предпочитала жить убыхская знать, которая имела заинтересованность в морской торговле.
В конце Кавказской войны из штаба расположенного в Вардане осуществлял руководством военными действиями горцев наиб Шамиля на Западном Кавказе Магомет Амин, по требованию которого в Вардане было построено единственное в Убыхии мягкеме (крепость).
Убыхия и Черкесия одновременно прекратили своё существование в 1864 году, в связи с поражением в Кавказской войне, после чего последовало массовое переселение в Османскую империю абхазо-адыгских народов, включая убыхов.

## Экономика Убыхии
В основном убыхи торговали с османами-турками трофеями и рабами, которые убыхи захватывали в ходе многочисленных столкновений с соседними народами. В среднем на 10 свободных убыхов доводилось 3 раба, из-за чего они слыли беспрецедентными на Кавказе горцами-рабовладельцами. С турками убыхов связывала не только торговая деятельность, но и мусульманская религия, которая удивительным образом сочетала в себе язычество и заметное влияние греческого христианства.
Население Убыхии занималось, главным образом, скотоводством, земледелием и садоводством (в том числе виноградарством). Вторичную роль играли: пчеловодство, охота и разные ремесла.
В своей книге Инал-Ипа описал экономику Убыхии следующими словами: «У них мы находим: пашенное земледелие с использованием усовершенствованной сохи и тягловой силы быков и буйволов в Нижней Убыхии и мотыжного земледелия в горах, а также при использовании указанных животных при перевозке грузов на редких, правда, колёсных арбах, выращивание хлебных и других сельскохозяйственных культур (сеяли кукурузу, просо, ячмень, пшеницу). Занимались огородничеством (бобы, лук и чеснок, красный перец, свекла, тыква, сахарные сорта арбузов и дынь, огурцы, репа, фасоль, разная зелень и др.). Занимались и садоводством, и виноградарством (из местных сортов винограда давили вино, изготавливали и водку, которые в отдельных случаях не уступали французским). Скотоводство составляло второе после земледелия хозяйственное занятие, основой которого было всё же, как и у абхазов, козоводство, а затем и овцеводство, несколько реже встречались коровы, лошади. Разводили и других домашних животных и птицу. Занимались убыхи пчеловодством, охотой и лишь частично рыболовством. Немалый опыт был достигнут в области домо-, мосто- и судостроения, мореходства, кузнечества и некоторых других занятий и домашних промыслов и т. д. Всё это говорит о довольно значительном уровне хозяйственного и культурного развития убыхов XIX века».